# Лейк (Міссісіпі)
Лейк (англ. Lake) — місто (англ. town) в США, в округах Скотт і Ньютон штату Міссісіпі. Населення — 475 осіб (2020).

## Географія
Лейк розташований за координатами 32°20′26″ пн. ш. 89°19′46″ зх. д. / 32.34056° пн. ш. 89.32944° зх. д. (32.340681, -89.329451).  За даними Бюро перепису населення США в 2010 році місто мало площу 2,87 км², уся площа — суходіл.

## Демографія
Згідно з переписом 2010 року, у місті мешкали 324 особи в 124 домогосподарствах у складі 89 родин. Густота населення становила 113 особи/км².  Було 134 помешкання (47/км²).
Расовий склад населення:
| - 50,3 % — чорних або афроамериканців - 46,9 % — білих - 0,6 % — азіатів |

До двох чи більше рас належало 1,2 %. Частка іспаномовних становила 1,2 % від усіх жителів.
За віковим діапазоном населення розподілялося таким чином: 28,4 % — особи молодші 18 років, 55,2 % — особи у віці 18—64 років, 16,4 % — особи у віці 65 років та старші. Медіана віку мешканця становила 37,0 року. На 100 осіб жіночої статі у місті припадало 78,0 чоловіків;  на 100 жінок у віці від 18 років та старших — 87,1 чоловіків також старших 18 років.
Середній дохід на одне домашнє господарство  становив 39 444 долари США (медіана — 37 841), а середній дохід на одну сім'ю — 42 911 долар (медіана — 39 773). За межею бідності перебувало 24,4 % осіб, у тому числі 31,4 % дітей у віці до 18 років та 3,1 % осіб у віці 65 років та старших.
Цивільне працевлаштоване населення становило 178 осіб. Основні галузі зайнятості: виробництво — 32,6 %, освіта, охорона здоров'я та соціальна допомога — 17,4 %, публічна адміністрація — 14,6 %.